# Dávid Sándor (sportújságíró)
Dávid Sándor (Budapest, 1937. február 20. –) magyar kardvívó, sportújságíró, a Hungaroring sajtófőnöke.

## Életpálya
A csepeli Kossuth Lajos gépipari technikumban érettségizett, erőgépgyártó szakon, és utána két évig a Csepeli Motorkerékpárgyárban dolgozott a Pannónia motorkerékpárok megszületése idején technikusként. Igazából azonban inkább élsportoló volt, kardvívó, a Csepeli Vasas versenyzője, Balczó Andrással, Németh Ferenccel és másokkal, akik szintén a gyárban dolgoztak, például Pézsa Tiborral, s együtt vívtak a József nádor téri Santelli vívóteremben. Ma a Postabank központja. 1956-ban az ifjúsági világbajnokságon kard egyéniben 6., a felnőtt csapatbajnokságon első lett.

### Újságírás
Mint vívó került a Népsporthoz, 1959-ben Budapesten volt a világbajnokság, ehhez kellett szaktanácsadóként. Újságíróként 1959-ben kezdett külsőzni a Népsportnál, ahol aztán tizenhét éven keresztül 1976-ig tevékenykedett, abból nyolcat az olimpiai sportágak rovatának a vezetőjeként. Utána Radnai János áthívta a Magyar Televízió Sportosztályára, a riporteri munka mellett szerkesztette és vezette az Autó-Motor-Sport című műsort több, mint tíz éven át. Több nyári olimpiának volt a riportere, kommentátora. Az Eurosport alapító tagjaként magyar szerkesztőségében 2001. decemberig dolgozott. A Formula–1-es futamokat 1976-tól 1998-ig kommentálta a magyar tv nézők számára. Szakértőként a Formula–1-es közvetítésekben ma is gyakran szerepet kap, a technikai sportok tekintélyes szakértője. A magyarországi Formula–1-es kultúra megteremtője.

## Kötetei
Több mint 20 könyvet jegyez, több lapban és a világhálón is publikál. Írásai és elemzései többekre olyan hatással voltak, talán vannak is, hogy bevallottan azok hatására választották hivatásuknak a sportújságírást.
- BALCZÓ – 1972 (három kiadás volt)
- Foglalkozásunk: sportriporter (társszerző) (1979)
- Az MTK-VM vívó szakosztályainak története; Miskolci Miniatűrkönyv Gyűjtők Klubja, Miskolc, 1981 (MTK-VM szakosztályai)
- Szaltószabadság – a tornáról, 1981 (benne a kislányok sanyargatásáról)
- Dávid Sándor–Kurucz Antal: Terítéken az olimpia avagy Mit esznek azon az olimpián?; Népszava, Bp., 1984
- A Forma-1 világbajnokság története – 1984, 1986 Sportpropaganda ISBN 963-7543-38-4
- Halottak szabadságon (1987)
- Arany évtizedek. A magyar vívás története. A Magyar Vívó Szövetség 75 éves jubileumára; Magyar Vívó Szövetség, Bp., 1988
- Senna a Hungaroringen; Hunga-print, Bp., 1995 
  - Forma-1 Sztorik sorozata – 1998 óta, évente jelenik meg a magyar nagydíj előtt
- Finnomenális évkezdet. Mika-éra, vagy Schumi-korszak?; fotók Baráz Miklós, Szujó Béla; Hungalibri, Bp., 1998 (Forma-1 sztorik)
- Interbruttó; előszó Frankl András, fotó Baráz Miklós, Szujó Béla; Hungalibri, Bp., 1999 (Forma-1 sztorik)
- Piros ulti; előszó Studniczky Ferenc; Hungalibri, Bp., 2000 (Forma-1 sztorik)
- Forma-1 fél évszázadon túl; Budapest-Print, Bp., 2001
- Schumiáda; Budapest-Print, Bp., 2001 (Forma-1 sztorik)
- A nagy Schumelix; Budapest-Print, Bp., 2002 (Forma-1 sztorik)
- Knézy Jenő, Molnár Dániel, Kiss Dezső és Balogh Tibor emlékére; Budapest Print, Bp., 2003 (Forma-1 sztorik)
- Break lap. A Forma-1 drámai pillanataiból; Corvus Design Kft., Bp., 2013
- Dávid Sándor–Dobor Dezső–Prokopp László: A Prokopp; BEAC, Bp., 2018
- Dávid Sándor, Dobor Dezső: Keleti 100 – „Mert szeretek élni…” (2020)[1]

## Sikerei, díjai
- Sport Érdemérem – bronz
- Kiváló Munkáért
- 1996-ban Feleki László-díj tulajdonosa.
- 2008-ban a Sportújságírók Világnapja alkalmából a Magyar Sportújságírók Szövetsége (MSÚSZ) életműdíjjal, a Magyar Újságírók Országos Szövetsége pedig Aranytoll adományozásával ismerte el szakmai tevékenységét.
- 2016-ban a MOB-médiadíj (életműdíj)[2]
- Ezüstgerely díj (2022)[3]
- A fair play népszerűsítése trófea (2023)[4]
- A Magyar Nemzeti Autósport Szövetség szakmai életműdíja (2023)[5]